# Coalition (Australie)
Pour les articles homonymes, voir Coalition.
La Coalition (également connue en anglais sous le diminutif de Libs-Nats) est une coalition politique australienne rassemblant plusieurs partis de centre droit, principalement du Parti libéral et du Parti national, s'opposant principalement au Parti travailliste. Auparavant dirigée par Peter Dutton, également chef du Parti libéral et chef de l'opposition depuis la défaite de la Coalition aux élections fédérales de 2022, Sussan Ley est élue cheffe du Parti libéral et donc de la Coalition le 13 mai suivant. Le Parti national décide cependant de rompre la Coalition dans les jours suivants. Les deux partis parviennent à un accord et la Coalition est réformée le 28 mai.  

## Histoire
Constituée de plusieurs partis de centre droit existant sous des formes variées depuis 1923, la Coalition est actuellement formée du Parti libéral d'Australie et du Parti national d'Australie. Lorsqu'elle forme le gouvernement fédéral, le chef du Parti libéral est Premier ministre d'Australie et le chef du Parti national est vice-Premier ministre.
Aux élections fédérales de 2022, la Coalition menée par Scott Morrison obtient 54 sièges à la Chambre des représentants, contre 75 au Parti travailliste.